# الكوميدية الموسيقية الإدواردية

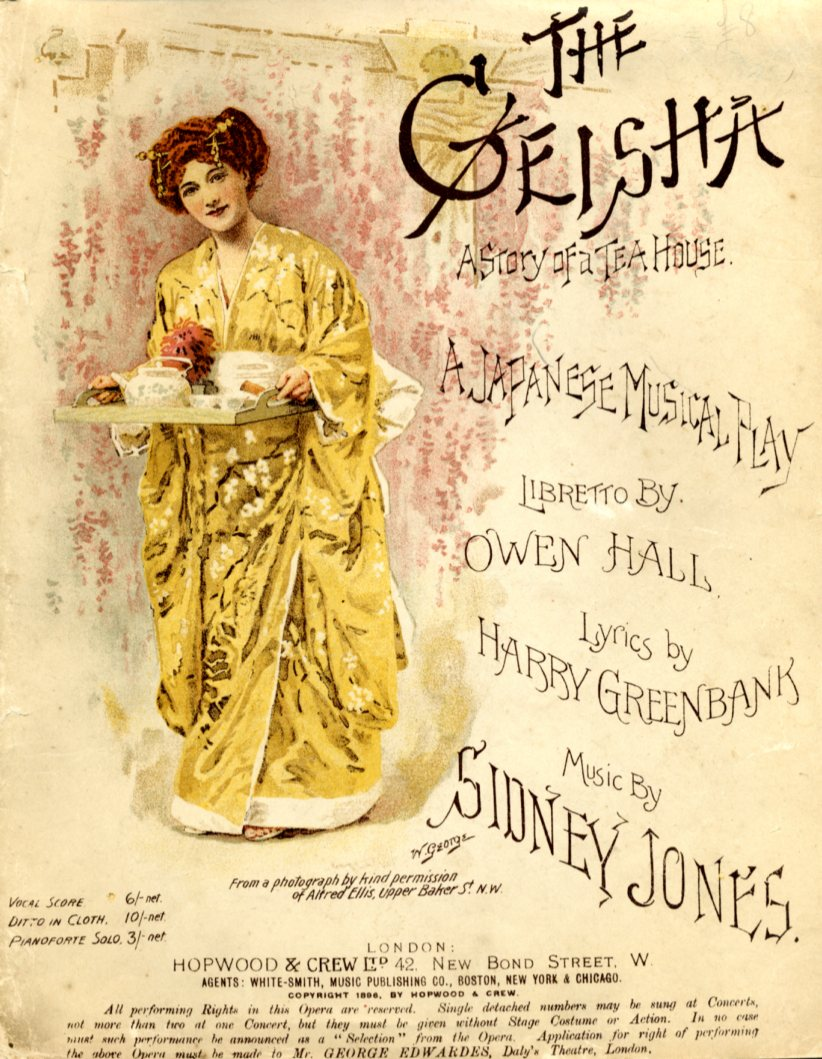
الغيشا The Geisha واحدة من أشهر المسرحيات الكوميدية الموسيقية الإدواردية

تُعدّ الكوميدية الموسيقية الإدواردية (بالإنجليزية: Edwardian musical comedy)‏ شكلاً من أشكال المسرح الموسيقي البريطاني الذي امتدّ لحقبة ما بعد الملك إدوارد السابع في كلا الاتجاهين، بدٍأ من أوائل تسعينيات من القرن التاسع عشر، عندما انتهت هيمنة أوبرا جيلبرت وسوليفان ، حتى ظهور المسرحيات الموسيقية الأمريكية لكل من جيروم كيرن، رودجرز وهارت، جورج غيرشوين و كول بورتر بعد الحرب العالمية الأولى